# رویا کلیشادی
رؤیا کلیشادی (متولد ۱۳۳۹) پزشک و استاد دانشگاه است. دکتر کلیشادی متخصص بیماری‌های کودکان و رئیس پژوهشکده پیشگیری اولیه از بیماری‌های غیرواگیر دانشگاه علوم پزشکی اصفهان با درجه استاد تمامی است

## جایگاه علمی
نامبرده از فعالان پژوهش و تحقیق در زمینه علوم بالینی و سلامت است. به استناد پایگاه گوگل اسکولار بیش از 800 مقاله و در حدود از 680000 بار در مقالات مختلف به مقاله‌های رویا کلیشادی رجوع داده شده‌است. در سال 2025، اچ ایندکس وی 107 بوده‌است.

## جوایز و افتخارات
از جوایز و افتخارات کلیشادی می‌توان موارد زیر را نام برد:
- کسب عنوان دانشمند علوم پزشکی در بین فهرست یک‌درصد دانشمندان برتر جهان در سالهای ۲۰۱۵، ۲۰۱۷ و ۲۰۱۸
- رتبه اول در بخش محققان گروه علوم بالینی و سلامت، بیست و سومین جشنواره تحقیقاتی علوم پزشکی رازی (۱۳۹۶)
- جایزه دانشمند برگزیده دهه اخیر در حوزه علوم پزشکی در جشنواره علمی فرهنگستان علوم پزشکی (۱۳۹۴)[۲]
- جایزه رازی در دهمین کنگره بین‌المللی غدد درون ریز و متابولیسم (۱۳۹۳)[۳]